# Чхве Док Хун
Чхве Док Хун (кор. 최 덕훈; нар. 5 березня 1976) — південнокорейський борець греко-римського стилю, чемпіон та дворазовий бронзовий призер чемпіонатів Азії, разовий срібний та разовий бронзовий призер Азійських ігор, срібний призер Східноазійських іграх, учасник Олімпійських ігор.

## Життєпис
У 1994 році став чемпіоном світу серед юніорів.
Виступав за спортивний клуб «Song Chin Yanj» Сеул. Тренер — Бан Де Ду.

## Спортивні результати на міжнародних змаганнях

### Виступи на Олімпіадах
| Змагання                    | Збірна         | Вагова категорія                 | Місце |
| --------------------------- | -------------- | -------------------------------- | ----- |
| Літні Олімпійські ігри 2004 | Південна Корея | греко-римська боротьба, до 74 кг | 10    |

### Виступи на Чемпіонатах світу
| Змагання                        | Збірна         | Вагова категорія                 | Місце |
| ------------------------------- | -------------- | -------------------------------- | ----- |
| Чемпіонат світу з боротьби 2005 | Південна Корея | греко-римська боротьба, до 74 кг | 11    |
| Чемпіонат світу з боротьби 2006 | Південна Корея | греко-римська боротьба, до 74 кг | 27    |

### Виступи на Чемпіонатах Азії
| Змагання                       | Збірна         | Вагова категорія                 | Місце  |
| ------------------------------ | -------------- | -------------------------------- | ------ |
| Чемпіонат Азії з боротьби 2003 | Південна Корея | греко-римська боротьба, до 74 кг | Золото |
| Чемпіонат Азії з боротьби 2004 | Південна Корея | греко-римська боротьба, до 74 кг | Бронза |
| Чемпіонат Азії з боротьби 2005 | Південна Корея | греко-римська боротьба, до 74 кг | Бронза |

### Виступи на Азійських іграх
| Змагання           | Збірна         | Вагова категорія                 | Місце |
| ------------------ | -------------- | -------------------------------- | ----- |
| Азійські ігри 2006 | Південна Корея | греко-римська боротьба, до 74 кг | 9     |

### Виступи на Східноазійських іграх
| Змагання                 | Збірна         | Вагова категорія                 | Місце  |
| ------------------------ | -------------- | -------------------------------- | ------ |
| Східноазійські ігри 2001 | Південна Корея | греко-римська боротьба, до 69 кг | Срібло |

### Виступи на змаганнях молодших вікових груп
| Змагання                                      | Збірна         | Вагова категорія                 | Місце  |
| --------------------------------------------- | -------------- | -------------------------------- | ------ |
| Чемпіонат світу з боротьби серед юніорів 1994 | Південна Корея | греко-римська боротьба, до 58 кг | Золото |